# Andrzej Wrona

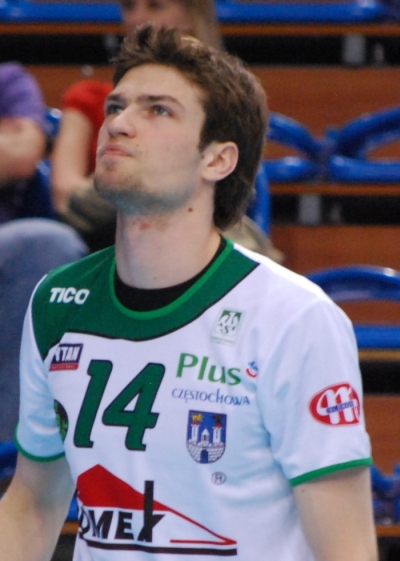
Andrzej Wrona zawodnikiem AZS-u Częstochowa

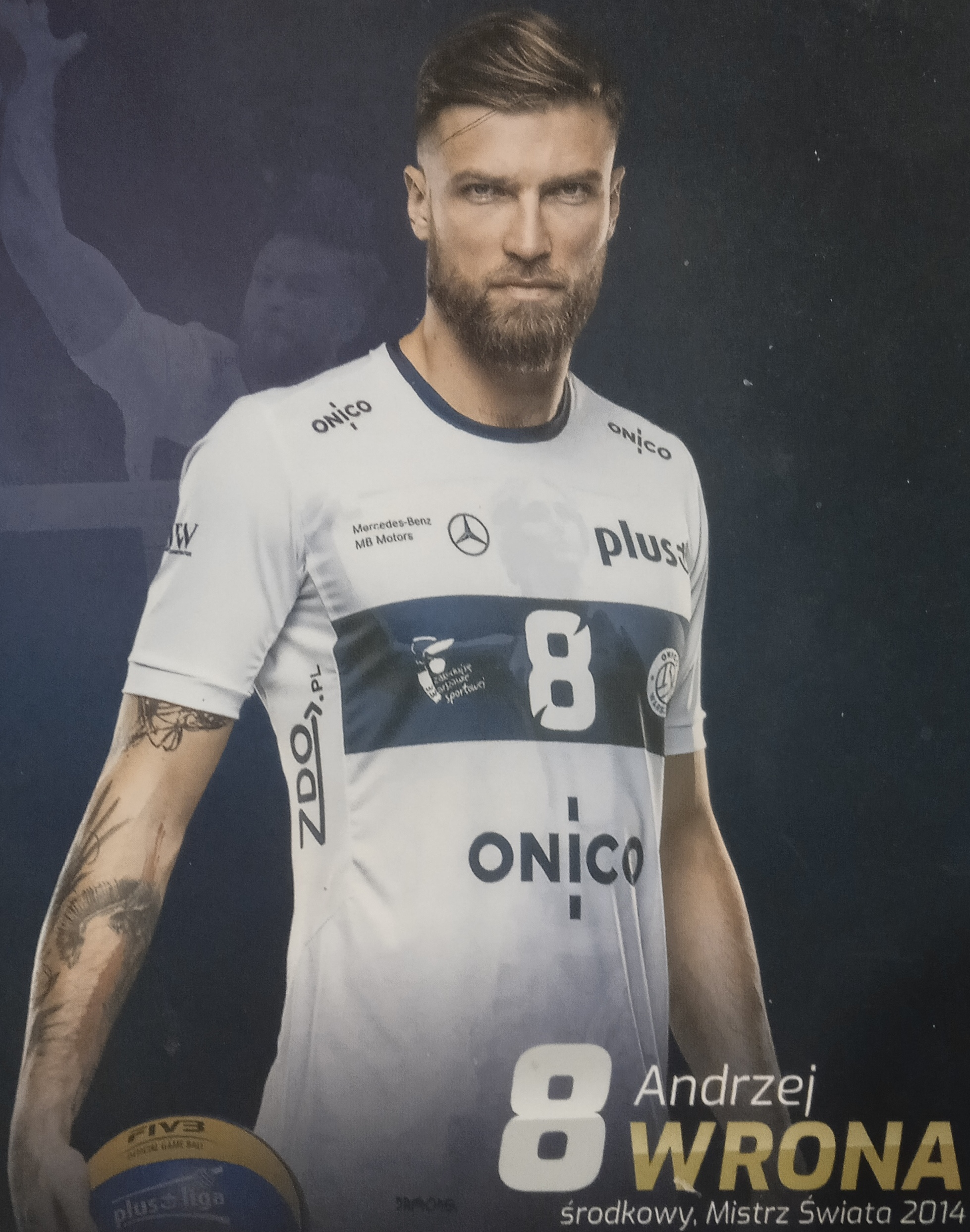
Andrzej Wrona zawodnikiem Onico Warszawa

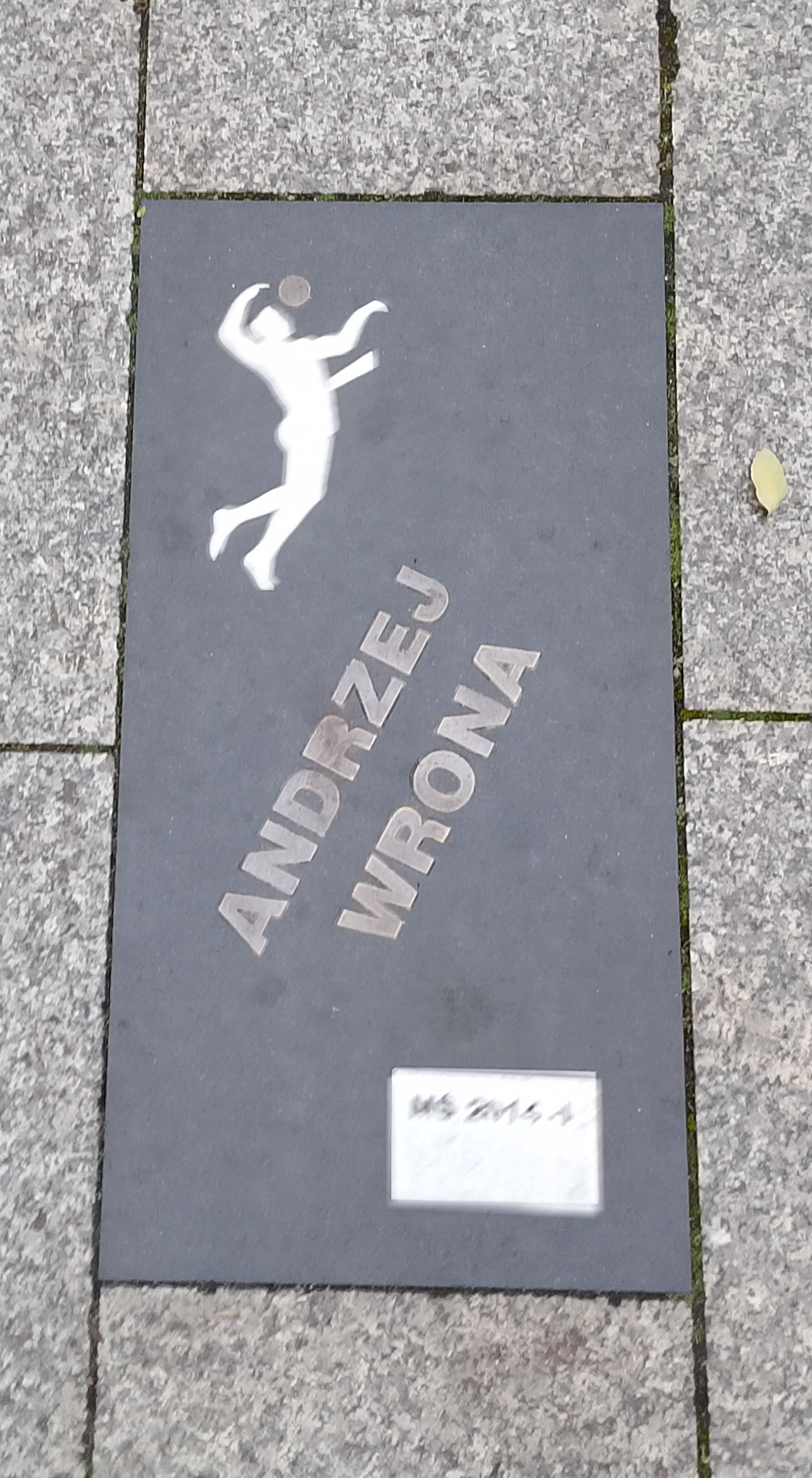
Tablica Andrzeja Wrony w Siatkarskiej Alei Gwiazd (Bełchatów)

Andrzej Wrona (ur. 27 grudnia 1988 w Warszawie) – polski siatkarz, grający na pozycji środkowego, reprezentant Polski, a także dziennikarz i ekspert sportowy.
23 maja 2025 roku w Hali Torwar odbył się pożegnalny mecz Andrzeja Wrony, w którym uczestniczyło 60 siatkarzy. Większość zawodników stanowili polscy siatkarze: Dawid Murek, Krzysztof Gierczyński, Marcin Wika, byli też gracze m.in. z Argentyny - Facundo Conte czy ze Stanów Zjednoczonych Brook Billings. W wydarzeniu została zaproszona była już reprezentantka Polski - Joanna Wołosz. W widowisku brał udział piosenkarz Mateusz Ziółko, który wraz z Reprezentacyjnym Zespołem Artystycznym Wojska Polskiego zaśpiewał 2 piosenki. Po meczu gwiazd Andrzej Wrona wręczył najbliższym mu osobom statuetki "Wrona", które odegrali ważną rolę w jego siatkarskiej karierze. Od swojej rodziny otrzymał sygnet, na którym były wygrawerowane jego sukcesy i wydarzenia z jego życia. Pod koniec imprezy punktem kulminacyjnym była wielorozmiarowa jego koszulka, która została zawieszona pod dachem Hali Torwar. Potem prezes Piotr Gacek poinformował o wyjątkowym geście. Numer 8 na koszulce został zastrzeżony klub PGE Projekt Warszawa, gdzie przez najbliższe lata żaden zawodnik klubu nie będzie mógł nosić koszulki z numerem 8.
- Warszawa - Reszta Świata. Skrót meczu benefisowego Andrzeja Wrony.

## Życie prywatne
13 sierpnia 2019 wziął ślub z aktorką Zofią Zborowską. Mają dwie córki – Nadzieję (ur. 29 lipca 2021) i Jaśminę (ur. 15 maja 2024). Jego dziadek walczył w Powstaniu Warszawskim, gdy miał 12 lat, pod pseudonimem „Rębacz”, ponieważ jego dziadek miał na nazwisko Rąbiński. Służył w batalionie „Miłosz”. Zajmował się przenoszeniem meldunków.

## Kariera klubowa
Wychowanek KS Metro Warszawa. W sezonie 2005/2006 oraz 2006/2007 występował równocześnie w II lidze w drużynie SKF Legia Warszawa.
Przed sezonem 2007/2008 został zawodnikiem klubu Polskiej Ligi Siatkówki, Domex Tytan AZS Częstochowa. W 2008 roku wywalczył z nim Puchar Polski i wicemistrzostwo tego kraju. Kolejnym klubem, w którym zawodnik spędził trzy sezony była Delecta Bydgoszcz. Od sezonu 2013/14 zawodnik grał na pozycji środkowego w klubie PGE Skra Bełchatów. W sezonie 2016/17 rozpoczął grę w AZS Politechnice Warszawskiej.
W styczniu 2025 roku poinformował, że zakończy karierę siatkarską po sezonie 2024/2025.
| Kariera juniorska | Kariera juniorska                                           | Kariera juniorska | Kariera juniorska | Kariera juniorska | Kariera juniorska | Kariera juniorska | Kariera juniorska | Kariera juniorska | Kariera juniorska | Kariera juniorska |
| ----------------- | ----------------------------------------------------------- | ----------------- | ----------------- | ----------------- | ----------------- | ----------------- | ----------------- | ----------------- | ----------------- | ----------------- |
| Lata              | Klub                                                        |                   |                   |                   |                   |                   |                   |                   |                   |                   |
| 1999–2007         | KS Metro Warszawa                                           |                   |                   |                   |                   |                   |                   |                   |                   |                   |
| 2005–2007         | SKF Legia Warszawa (wypożyczony)                            |                   |                   |                   |                   |                   |                   |                   |                   |                   |
| Kariera seniorska |                                                             |                   |                   |                   |                   |                   |                   |                   |                   |                   |
| Lata              | Klub                                                        |                   |                   |                   |                   |                   |                   |                   |                   |                   |
| 2007–2010         | Domex Tytan AZS Częstochowa                                 |                   |                   |                   |                   |                   |                   |                   |                   |                   |
| 2010–2013         | Delecta Bydgoszcz                                           |                   |                   |                   |                   |                   |                   |                   |                   |                   |
| 2013–2016         | PGE Skra Bełchatów                                          |                   |                   |                   |                   |                   |                   |                   |                   |                   |
| 2016–2025         | Onico Warszawa/Verva Warszawa Orlen Paliwa/Projekt Warszawa |                   |                   |                   |                   |                   |                   |                   |                   |                   |

## Kariera reprezentacyjna
W 2013 zadebiutował w kadrze Polski seniorów w meczu towarzyskim przeciwko reprezentacji Serbii. Został również powołany na Ligę Światową 2013. 21 września 2014, w Spodku w Katowicach, wraz z reprezentacją Polski, wywalczył złoty medal Mistrzostw Świata 2014, pokonując Brazylię 3:1.

## Działalność pozasportowa
Od września 2020 do kwietnia 2021 był dziennikarzem sportowym internetowej rozgłośni newonce.radio, gdzie prowadzi swój autorski program „3 sety z Wroną", poświęcony tematyce i wydarzeniom ze świata piłki siatkowej. Od 2020 jest stałym ekspertem siatkarskim kanałów sportowych Polsatu. Podczas Letnich Igrzysk Olimpijskich 2024 w Paryżu był ekspertem siatkarskim Eurosportu.
Wystąpił jako Jezus w filmie Bejbis (2022) w reż. Andrzeja Saramonowicza.
W drugiej połowie lutego 2024 roku wystąpił w kampanii reklamującej ING Bank Śląski.
Podczas Gali Herosi 2025 wraz ze swoją żoną Zofią Zborowską otrzymali Herosa w kategorii Serce.
Od lipca 2025 roku wraz ze swoją żoną Zofią Zborowską poprowadzą na Netflixie polską wersję programu "Love is Blind".

## Sukcesy klubowe

### młodzieżowe
Mistrzostwa Polski kadetów:
- 2005
- 2004

Mistrzostwa Polski juniorów:
- 2006

### seniorskie
Puchar Polski:
- 2008, 2016

Mistrzostwo Polski:
- 2014
- 2008, 2019
- 2015, 2016, 2021, 2024[15], 2025[16]

Superpuchar Polski:
- 2014

Puchar Challenge:
- 2024[17]

## Sukcesy reprezentacyjne
Mistrzostwa świata:
- 2014

Liga Narodów:
- 2019

## Odznaczenia
- Złoty Krzyż Zasługi – 23 października 2014[18]